# Stachanow-Bewegung

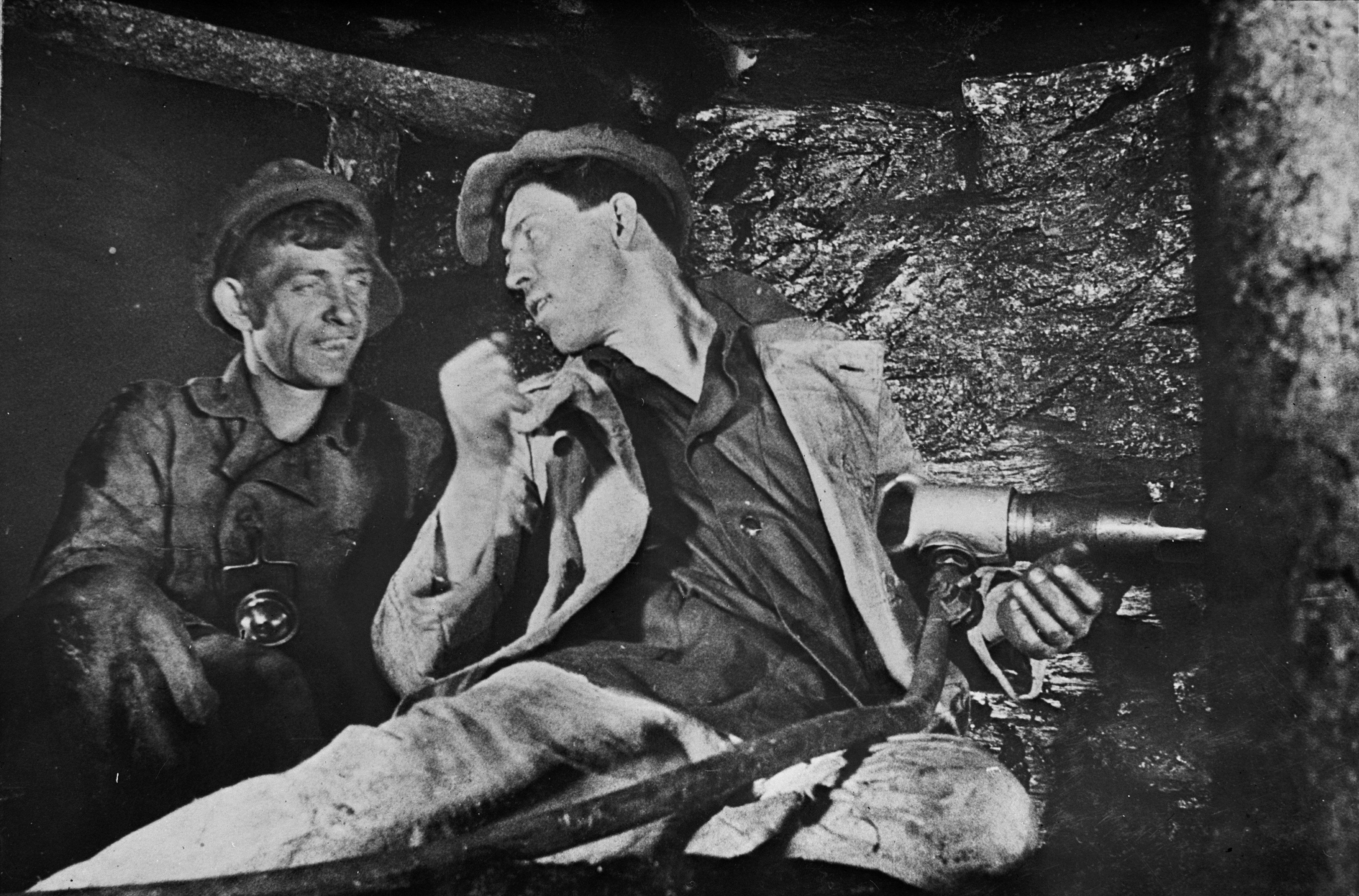
Alexei Stachanow

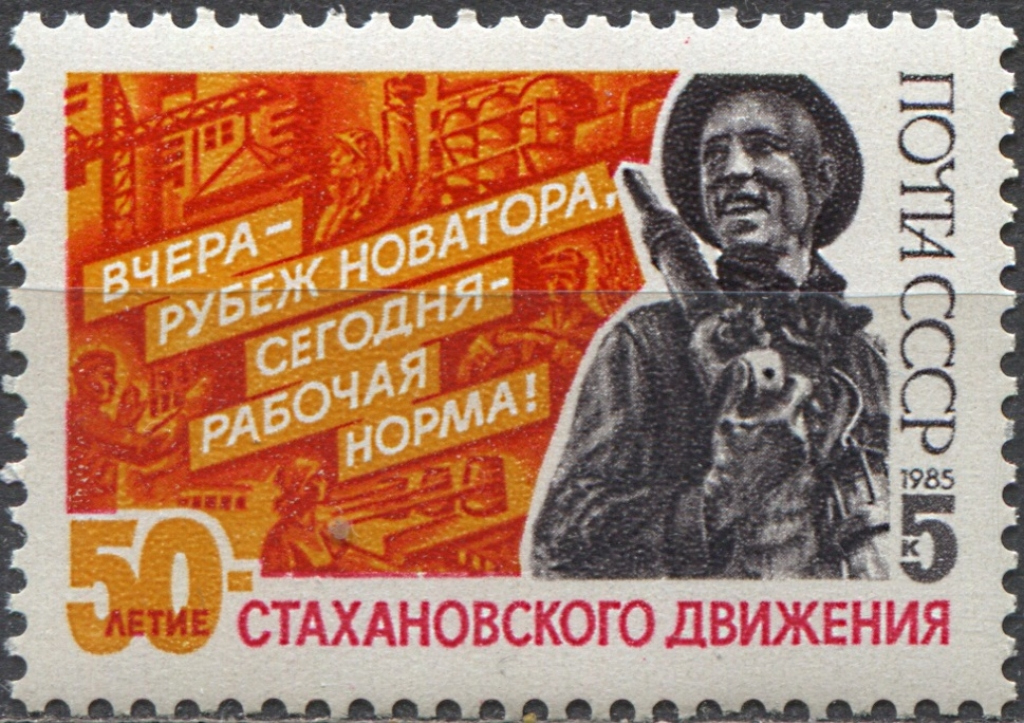
50 Jahre Stachanow-Bewegung (sowjetische Briefmarke, 1985)

Die Stachanow-Bewegung (russisch стахановское движение stachanowskoje dwischenije) war eine sowjetische Kampagne zur Steigerung der Arbeitsproduktivität. Sie wurde nach dem Bergmann Alexei Grigorjewitsch Stachanow benannt, der am 31. August 1935 im Bergwerk Zentral-Irmino (russisch Центральная-Ирмино) in Irmino in der Oblast Lugansk in einer Schicht 102 Tonnen Steinkohle förderte und damit die gültige Arbeitsnorm um 1457 % übererfüllte. Stachanow wurde als Held der sozialistischen Arbeit ausgezeichnet. Die Rekordleistung Stachanows war im Vorfeld sorgfältig geplant und der Arbeitsplatz entsprechend vorbereitet worden.
Daraufhin veranstaltete die Sowjetunion eine Kampagne zur Steigerung der Arbeitsleistungen.

## Nachahmer in anderen sozialistischen Staaten
Die Hennecke-Bewegung der DDR und die Chollima-Bewegung in Nordkorea hatten die Stachanow-Bewegung zum Vorbild.